# Kościół Trójcy Świętej w Gubinie
Kościół pw. Trójcy Świętej w Gubinie – rzymskokatolicki kościół parafialny należący do parafii Trójcy Świętej w Gubinie, dekanatu Gubin, diecezji zielonogórsko-gorzowskiej, metropolii szczecińsko-kamieńskiej, zlokalizowany w Gubinie, w powiecie krośnieńskim, w województwie lubuskim. Mieści się przy ulicy Królewskiej.

## Historia
Świątynia została zbudowana w 1861 roku w stylu neogotyckim przez niewielką wspólnotę katolików, która ocalała i przetrwała okres reformacji, w zdominowanym przez protestantów ówczesnym Guben. Pomocy w wybudowaniu kościoła udzielił biskup wrocławski. Potrzebną do wzniesienia budowli kwotę w wysokości 19 tysięcy talarów gmina katolicka otrzymała głównie od parafii z Paderbornu, Linzu i Wrocławia. Katolikami byli przeważnie robotnicy fabryczni i osoby służące, którzy nie byli majętni i nie mogli wspomóc budowy większymi ofiarami. 
W 1914 roku ówczesny proboszcz Herman Bilecki rozpoczął starania o powiększenie świątyni, ze względu na zwiększającą się liczbę katolików, ale przeszkodził mu w tym wybuch I wojny światowej. Udało się to zrealizować dopiero w 1936 roku.